# Danh sách di sản văn hóa Tây Ban Nha được quan tâm ở tỉnh Salamanca
Danh sách di sản văn hóa Tây Ban Nha được quan tâm ở Salamanca (tỉnh).

## Các di sản liên quan đến nhiều thành phố
| Tên                                      | Dạng                 | Địa điểm                                                                        | Tọa độ                                        | Số hồ sơ tham khảo? | Ngày nhận danh hiệu?      | Hình ảnh                                                          |
| ---------------------------------------- | -------------------- | ------------------------------------------------------------------------------- | --------------------------------------------- | ------------------- | ------------------------- | ----------------------------------------------------------------- |
| Campo Los Arapiles                       | Địa điểm lịch sử     | Arapiles, Carbajosa de la Sagrada và Calvarrasa de Arriba Campo de Los Arapiles | 40°53′49″B 5°37′36″T / 40,896906°B 5,626767°T | RI-54-0000086       | ngày 27 tháng 1 năm 1994  | Campo de los Arapiles · Upload image                              |
| Ferrocarril Pocinho - Fuente San Esteban | Di tích Línea férrea | Varios Municipios                                                               | 40°59′33″B 6°53′47″T / 40,992467°B 6,896417°T | RI-51-0010558       | ngày 24 tháng 11 năm 2000 | Línea férrea La Fuente de San Esteban-La Fregeneda · Upload image |

## Các di sản theo thành phố

### A

#### Alba de Tormes
| Tên                                   | Dạng            | Địa điểm                                | Tọa độ                                        | Số hồ sơ tham khảo? | Ngày nhận danh hiệu?      | Hình ảnh                                                       |
| ------------------------------------- | --------------- | --------------------------------------- | --------------------------------------------- | ------------------- | ------------------------- | -------------------------------------------------------------- |
| Tu viện San Leonardo (en Ruinas)      | Di tích Tu viện | Alba de Tormes Carretera de Éjeme       | 40°48′39″B 5°30′53″T / 40,810728°B 5,514735°T | RI-51-0000852       | ngày 3 tháng 6 năm 1931   | Upload image                                                   |
| Nhà thờ San Juan (Alba Tormes)        | Di tích Nhà thờ | Alba de Tormes Plaza Mayor              | 40°49′38″B 5°30′53″T / 40,827104°B 5,514847°T | RI-51-0008272       | ngày 24 tháng 6 năm 1993  | Iglesia de San Juan (Alba de Tormes) · Upload image            |
| Nhà thờ Convento Madres Isabeles      | Di tích Nhà thờ | Alba de Tormes Calle Benitas, 17        | 40°49′37″B 5°30′34″T / 40,827023°B 5,509507°T | RI-51-0009138       | ngày 24 tháng 10 năm 1996 | Upload image                                                   |
| Nhà thờ Santiago (Alba Tormes)        | Di tích Nhà thờ | Alba de Tormes Calle del Hospital, 20   | 40°49′37″B 5°30′43″T / 40,826834°B 5,511814°T | RI-51-0009155       | ngày 24 tháng 10 năm 1996 | Upload image                                                   |
| Tu viện Anunciación Madres Carmelitas | Di tích Tu viện | Alba de Tormes Plaza de Santa Teresa, 1 | 40°49′36″B 5°30′53″T / 40,82668°B 5,514791°T  | RI-51-0004428       | ngày 11 tháng 7 năm 1980  | Convento de la Anunciación de Madres Carmelitas · Upload image |

#### Aldea del Obispo
| Tên                              | Dạng            | Địa điểm         | Tọa độ                                        | Số hồ sơ tham khảo? | Ngày nhận danh hiệu?    | Hình ảnh                                    |
| -------------------------------- | --------------- | ---------------- | --------------------------------------------- | ------------------- | ----------------------- | ------------------------------------------- |
| Royal Fortress of the Concepcion | Di tích Lâu đài | Aldea del Obispo | 40°42′10″B 6°48′14″T / 40,702778°B 6,803889°T | RI-51-0007293       | ngày 6 tháng 8 năm 1992 | Real Fuerte de la Concepción · Upload image |

#### Aldeavieja de Tormes
| Tên                         | Dạng        | Địa điểm             | Tọa độ                                        | Số hồ sơ tham khảo? | Ngày nhận danh hiệu?     | Hình ảnh     |
| --------------------------- | ----------- | -------------------- | --------------------------------------------- | ------------------- | ------------------------ | ------------ |
| Khu vực "Dolmen Terriñuelo" | Khu khảo cổ | Aldeavieja de Tormes | 40°34′36″B 5°36′32″T / 40,576804°B 5,609016°T | RI-55-0000403       | ngày 10 tháng 2 năm 1994 | Upload image |

#### Aldearrubia
| Tên                              | Dạng            | Địa điểm                       | Tọa độ                                        | Số hồ sơ tham khảo? | Ngày nhận danh hiệu?     | Hình ảnh     |
| -------------------------------- | --------------- | ------------------------------ | --------------------------------------------- | ------------------- | ------------------------ | ------------ |
| Nhà thờ San Miguel (Aldearrubia) | Di tích Nhà thờ | Aldearrubia Plaza del Hospital | 41°00′28″B 5°29′58″T / 41,007878°B 5,499446°T | RI-51-0008271       | ngày 29 tháng 7 năm 1993 | Upload image |

#### Almenara de Tormes
| Tên                                | Dạng            | Địa điểm                               | Tọa độ                                        | Số hồ sơ tham khảo? | Ngày nhận danh hiệu?     | Hình ảnh                                               |
| ---------------------------------- | --------------- | -------------------------------------- | --------------------------------------------- | ------------------- | ------------------------ | ------------------------------------------------------ |
| Nhà thờ parroquial Almenara Tormes | Di tích Nhà thờ | Almenara de Tormes Plaza de la Iglesia | 41°03′52″B 5°49′24″T / 41,064428°B 5,823374°T | RI-51-0008282       | ngày 29 tháng 7 năm 1993 | Iglesia Parroquial (Almenara de Tormes) · Upload image |

### B

#### Béjar
| Tên                      | Dạng                     | Địa điểm          | Tọa độ                                        | Số hồ sơ tham khảo? | Ngày nhận danh hiệu?    | Hình ảnh                                                           |
| ------------------------ | ------------------------ | ----------------- | --------------------------------------------- | ------------------- | ----------------------- | ------------------------------------------------------------------ |
| Cung điện Ducal (Béjar)  | Di tích Cung điện        | Béjar Plaza Mayor | 40°23′18″B 5°46′25″T / 40,388446°B 5,773734°T | RI-51-0000853       | ngày 3 tháng 6 năm 1931 | Palacio Ducal (Béjar) · Upload image                               |
| Quảng trường toros Béjar | Di tích Cung điện đấu bò | Béjar             | 40°22′44″B 5°45′43″T / 40,378753°B 5,761912°T | RI-51-0009966       | 07-05-1998              | Plaza de Toros "El Castañar" · Upload image                        |
| Parque Bosque            | Jardín histórico         | Béjar             | 40°23′17″B 5°44′42″T / 40,387935°B 5,745116°T | RI-52-0000028       | 11-01-1946              | Parque Llamado El Bosque · Upload image                            |
| Béjar                    | Khu phức hợp lịch sử     | Béjar             | 40°23′16″B 5°46′15″T / 40,38771°B 5,770774°T  | RI-53-0000176       | 20-07-1974              | Conjunto Histórico Artístico Casco Antiguo de Bejar · Upload image |

### C

#### Cantalapiedra
| Tên                                 | Dạng            | Địa điểm      | Tọa độ                                        | Số hồ sơ tham khảo? | Ngày nhận danh hiệu?    | Hình ảnh                                              |
| ----------------------------------- | --------------- | ------------- | --------------------------------------------- | ------------------- | ----------------------- | ----------------------------------------------------- |
| Nhà thờ Santa María (Cantalapiedra) | Di tích Nhà thờ | Cantalapiedra | 41°07′32″B 5°11′01″T / 41,125567°B 5,183485°T | RI-51-0000844       | ngày 3 tháng 6 năm 1931 | Iglesia de Santa María (Cantalapiedra) · Upload image |

#### Cantalpino
| Tên                                    | Dạng            | Địa điểm                       | Tọa độ                                        | Số hồ sơ tham khảo? | Ngày nhận danh hiệu?     | Hình ảnh                                                            |
| -------------------------------------- | --------------- | ------------------------------ | --------------------------------------------- | ------------------- | ------------------------ | ------------------------------------------------------------------- |
| Nhà thờ San Pedro Apóstol (Cantalpino) | Di tích Nhà thờ | Cantalpino Calle de la Iglesia | 41°03′10″B 5°19′42″T / 41,052898°B 5,328195°T | RI-51-0005368       | ngày 24 tháng 6 năm 1993 | Iglesia Parroquial de San Pedro Apóstol (Cantalpino) · Upload image |

#### Candelario
| Tên        | Dạng                 | Địa điểm   | Tọa độ                                        | Số hồ sơ tham khảo? | Ngày nhận danh hiệu? | Hình ảnh                                                           |
| ---------- | -------------------- | ---------- | --------------------------------------------- | ------------------- | -------------------- | ------------------------------------------------------------------ |
| Candelario | Khu phức hợp lịch sử | Candelario | 40°21′58″B 5°44′30″T / 40,366166°B 5,741798°T | RI-53-0000186       | 06-03-1975           | Conjunto Histórico Artístico la Villa de Candelario · Upload image |

#### Castellanos de Moriscos
| Tên                                        | Dạng            | Địa điểm                | Tọa độ                                       | Số hồ sơ tham khảo? | Ngày nhận danh hiệu? | Hình ảnh     |
| ------------------------------------------ | --------------- | ----------------------- | -------------------------------------------- | ------------------- | -------------------- | ------------ |
| Nhà thờ San Esteban (Castellanos Moriscos) | Di tích Nhà thờ | Castellanos de Moriscos | 41°01′06″B 5°35′24″T / 41,018259°B 5,58995°T | RI-51-0009259       | 29-04-1999           | Upload image |

#### Ciudad Rodrigo
| Tên                                                                 | Dạng                 | Địa điểm                              | Tọa độ                                        | Số hồ sơ tham khảo? | Ngày nhận danh hiệu?    | Hình ảnh                                                                                  |
| ------------------------------------------------------------------- | -------------------- | ------------------------------------- | --------------------------------------------- | ------------------- | ----------------------- | ----------------------------------------------------------------------------------------- |
| Nhà thờ chính tòa Ciudad Rodrigo                                    | Di tích Nhà thờ      | Ciudad Rodrigo Plaza San Salvador     | 40°35′56″B 6°32′06″T / 40,598941°B 6,535096°T | RI-51-0000059       | 05-09-1889              | Catedral de Santa María (Ciudad Rodrigo) · Upload image                                   |
| Ayuntamiento Ciudad Rodrigo                                         | Di tích Ayuntamiento | Ciudad Rodrigo Plaza Mayor            | 40°35′51″B 6°32′00″T / 40,597519°B 6,533385°T | RI-51-0000851       | ngày 3 tháng 6 năm 1931 | Ayuntamiento de Ciudad Rodrigo · Upload image                                             |
| Nhà Castros                                                         | Di tích Cung điện    | Ciudad Rodrigo Plaza del Conde, 3     | 40°35′56″B 6°31′59″T / 40,598875°B 6,533095°T | RI-51-0001258       | 07-03-1958              | Upload image                                                                              |
| Cung điện Águilas                                                   | Di tích Cung điện    | Ciudad Rodrigo Calle de Juan Arias, 2 | 40°35′49″B 6°32′05″T / 40,597022°B 6,534694°T | RI-51-0003807       | 13-03-1969              | Palacio de las Águilas · Upload image                                                     |
| Tu viện Caridad                                                     | Di tích Tu viện      | Ciudad Rodrigo Sanjuanejo             | 40°34′25″B 6°29′39″T / 40,573617°B 6,494284°T | RI-51-0005407       | 17-02-1994              | Upload image                                                                              |
| Ruinas Convento San Francisco                                       | Di tích Tu viện      | Ciudad Rodrigo Avenida de Portugal    | 40°36′11″B 6°31′55″T / 40,603005°B 6,531975°T | RI-51-0008322       | 28-10-1993              | Ruinas del Convento de San Francisco · Upload image                                       |
| Población incluida ở recinto tường thành Ciudad Rodrigo (Salamanca) | Khu phức hợp lịch sử | Ciudad Rodrigo                        | 40°35′52″B 6°32′04″T / 40,597662°B 6,534358°T | RI-53-0000010       | 29-03-1944              | Población incluida en el recinto de murallas de Ciudad Rodrigo (Salamanca) · Upload image |

#### Coca de Alba
| Tên                          | Dạng            | Địa điểm     | Tọa độ                                        | Số hồ sơ tham khảo? | Ngày nhận danh hiệu? | Hình ảnh     |
| ---------------------------- | --------------- | ------------ | --------------------------------------------- | ------------------- | -------------------- | ------------ |
| Nhà thờ parroquial Coca Alba | Di tích Nhà thờ | Coca de Alba | 40°52′44″B 5°21′56″T / 40,878798°B 5,365637°T | RI-51-0004922       | 28-07-1983           | Upload image |

### D

#### Doñinos de Salamanca
| Tên                                 | Dạng            | Địa điểm                                   | Tọa độ                                        | Số hồ sơ tham khảo? | Ngày nhận danh hiệu?    | Hình ảnh     |
| ----------------------------------- | --------------- | ------------------------------------------ | --------------------------------------------- | ------------------- | ----------------------- | ------------ |
| Nhà thờ románica Santibáñez Río     | Di tích Nhà thờ | Doñinos de Salamanca Santibáñez del Río    | 40°58′38″B 5°43′13″T / 40,977126°B 5,720192°T | RI-51-0004780       | 12-01-1983              | Upload image |
| Ruinas romanas ở San Julián Valmuza | Khu khảo cổ     | Doñinos de Salamanca San Julian de Valmuza | 40°54′32″B 5°46′49″T / 40,90894°B 5,780232°T  | RI-55-0000037       | ngày 3 tháng 6 năm 1931 | Upload image |

### E

#### El Cabaco
| Tên                                        | Dạng                                    | Địa điểm                  | Tọa độ                                        | Số hồ sơ tham khảo? | Ngày nhận danh hiệu? | Hình ảnh                                                                     |
| ------------------------------------------ | --------------------------------------- | ------------------------- | --------------------------------------------- | ------------------- | -------------------- | ---------------------------------------------------------------------------- |
| Las Cavenes                                | Khu khảo cổ Explotación aurífera romana | El Cabaco                 | 40°34′04″B 6°08′05″T / 40,567766°B 6,134825°T | RI-55-0000701       | 29-03-2006           | Las Cavenes · Upload image                                                   |
| Rollo Convento Nuestra Señora Peña Francia | Di tích Rollo de justicia               | El Cabaco Peña de Francia | 40°30′45″B 6°10′07″T / 40,512589°B 6,168508°T | n/d                 | 14-03-1963           | Rollo del Convento de Nuestra Señora de la Peña de Francia · Upload image    |
| Santuario Nuestra Señora Peña Francia      | Di tích Kiến trúc tôn giáo              | El Cabaco Peña de Francia | 40°30′46″B 6°10′07″T / 40,512829°B 6,168733°T | RI-51-0001255       | 16-03-1956           | Santuario Alto y Bajo de Nuestra Señora de la Peña de Francia · Upload image |

#### El Tejado
| Tên                           | Dạng        | Địa điểm              | Tọa độ                                       | Số hồ sơ tham khảo? | Ngày nhận danh hiệu?    | Hình ảnh     |
| ----------------------------- | ----------- | --------------------- | -------------------------------------------- | ------------------- | ----------------------- | ------------ |
| Ruinas Arqueológicas Berrueco | Khu khảo cổ | El Tejado El Berrueco | 40°27′42″B 5°33′25″T / 40,46174°B 5,557029°T | RI-55-0000035       | ngày 3 tháng 6 năm 1931 | Upload image |

### F

#### Forfoleda
| Tên                          | Dạng            | Địa điểm                      | Tọa độ                                        | Số hồ sơ tham khảo? | Ngày nhận danh hiệu? | Hình ảnh                                      |
| ---------------------------- | --------------- | ----------------------------- | --------------------------------------------- | ------------------- | -------------------- | --------------------------------------------- |
| Nhà thờ parroquial Forfoleda | Di tích Nhà thờ | Forfoleda Calle de la Iglesia | 41°05′55″B 5°44′59″T / 41,098473°B 5,749616°T | RI-51-0004921       | 28-07-1983           | Iglesia Parroquial (Forfoleda) · Upload image |

#### Fuenteguinaldo
| Tên                        | Dạng        | Địa điểm              | Tọa độ                                        | Số hồ sơ tham khảo? | Ngày nhận danh hiệu?    | Hình ảnh     |
| -------------------------- | ----------- | --------------------- | --------------------------------------------- | ------------------- | ----------------------- | ------------ |
| Ruinas Arqueológicas Ureña | Khu khảo cổ | Fuenteguinaldo Irueña | 40°23′00″B 6°40′25″T / 40,383428°B 6,673724°T | RI-55-0000033       | ngày 3 tháng 6 năm 1931 | Upload image |

### G

#### Gajates
| Tên                        | Dạng            | Địa điểm             | Tọa độ                                        | Số hồ sơ tham khảo? | Ngày nhận danh hiệu? | Hình ảnh     |
| -------------------------- | --------------- | -------------------- | --------------------------------------------- | ------------------- | -------------------- | ------------ |
| Nhà thờ parroquial Gajates | Di tích Nhà thờ | Gajates Galleguillos | 40°48′33″B 5°22′58″T / 40,809173°B 5,382797°T | RI-51-0008247       | 03-06-1993           | Upload image |

#### Galisancho
| Tên           | Dạng        | Địa điểm   | Tọa độ                                        | Số hồ sơ tham khảo? | Ngày nhận danh hiệu? | Hình ảnh     |
| ------------- | ----------- | ---------- | --------------------------------------------- | ------------------- | -------------------- | ------------ |
| Dolmen Ermita | Khu khảo cổ | Galisancho | 40°44′03″B 5°33′28″T / 40,734227°B 5,557772°T | RI-55-0000545       | 04-07-1996           | Upload image |

#### Gejuelo del Barro
| Tên             | Dạng        | Địa điểm                    | Tọa độ                                        | Số hồ sơ tham khảo? | Ngày nhận danh hiệu? | Hình ảnh     |
| --------------- | ----------- | --------------------------- | --------------------------------------------- | ------------------- | -------------------- | ------------ |
| Dolmen Nhà Moro | Khu khảo cổ | Gejuelo del Barro Muélledes | 41°02′53″B 6°08′38″T / 41,047961°B 6,143826°T | RI-55-0000554       | 04-12-1997           | Upload image |

### H

#### Hinojosa de Duero
| Tên                          | Dạng        | Địa điểm                   | Tọa độ                                       | Số hồ sơ tham khảo? | Ngày nhận danh hiệu?    | Hình ảnh     |
| ---------------------------- | ----------- | -------------------------- | -------------------------------------------- | ------------------- | ----------------------- | ------------ |
| Despoblado, Lâu đài Moncalvo | Khu khảo cổ | Hinojosa de Duero Moncalvo | 41°01′58″B 6°48′41″T / 41,032881°B 6,81138°T | RI-55-0000031       | ngày 3 tháng 6 năm 1931 | Upload image |

### L

#### La Alberca
| Tên                                        | Dạng                    | Địa điểm                         | Tọa độ                                        | Số hồ sơ tham khảo? | Ngày nhận danh hiệu? | Hình ảnh                                                           |
| ------------------------------------------ | ----------------------- | -------------------------------- | --------------------------------------------- | ------------------- | -------------------- | ------------------------------------------------------------------ |
| Canchal Cabras Pintadas Batuecas           | Di tích Abrigo rupestre | La Alberca Valle de Las Batuecas | 40°28′07″B 6°09′17″T / 40,468611°B 6,154722°T | RI-51-0000287       | 25-04-1924           | Canchal de las Cabras Pintadas de las Batuecas · Upload image      |
| Valle Las Batuecas                         | Khu vực lịch sử         | La Alberca                       | 40°27′40″B 6°08′50″T / 40,460973°B 6,147155°T | RI-54-0000045       | 27-04-2000           | El Valle de las Batuecas · Upload image                            |
| Quần thể Histórico Artístico Villa Alberca | Khu phức hợp lịch sử    | La Alberca                       | 40°29′20″B 6°06′38″T / 40,488958°B 6,110449°T | RI-53-0000005       | 06-09-1940           | Conjunto Histórico Artístico la Villa de la Alberca · Upload image |

#### La Calzada de Béjar
| Tên                      | Dạng                  | Địa điểm            | Tọa độ                                        | Số hồ sơ tham khảo? | Ngày nhận danh hiệu?    | Hình ảnh     |
| ------------------------ | --------------------- | ------------------- | --------------------------------------------- | ------------------- | ----------------------- | ------------ |
| Đồn Romano Calzada Béjar | Di tích Fortín romano | La Calzada de Béjar | 40°24′30″B 5°48′47″T / 40,408313°B 5,812949°T | RI-51-0000835       | ngày 3 tháng 6 năm 1931 | Upload image |

#### Ledesma, Salamanca
| Tên                                        | Dạng                  | Địa điểm                                | Tọa độ                                        | Số hồ sơ tham khảo? | Ngày nhận danh hiệu?    | Hình ảnh                                                        |
| ------------------------------------------ | --------------------- | --------------------------------------- | --------------------------------------------- | ------------------- | ----------------------- | --------------------------------------------------------------- |
| Nhà thờ Santa Elena (Ledesma)              | Di tích Nhà thờ       | Ledesma, Salamanca Calle de Santa Elena | 41°05′09″B 6°00′03″T / 41,085703°B 6,000918°T | RI-51-0004852       | 13-04-1983              | Upload image                                                    |
| Quần thể Histórico Artístico Villa Ledesma | Khu phức hợp lịch sử  | Ledesma, Salamanca                      | 41°05′25″B 5°59′58″T / 41,090155°B 5,999322°T | RI-53-0000185       | 20-02-1975              | Conjunto Histórico Artístico la Villa de Ledesma · Upload image |
| Baños Romanos (Ledesma)                    | Di tích Baños romanos | Ledesma, Salamanca Baños de Ledesma     | 41°04′14″B 5°54′03″T / 41,070479°B 5,900823°T | RI-51-0000836       | ngày 3 tháng 6 năm 1931 | Upload image                                                    |
| Puente Mocho                               | Di tích Cầu Roma      | Ledesma, Salamanca                      | 41°06′56″B 5°59′56″T / 41,115516°B 5,998767°T | RI-51-0010209       | 29-06-2000              | Puente Mocho y restos de Calzada Romana · Upload image          |

#### Los Santos (Salamanca)
| Tên                           | Dạng            | Địa điểm               | Tọa độ                                        | Số hồ sơ tham khảo? | Ngày nhận danh hiệu? | Hình ảnh     |
| ----------------------------- | --------------- | ---------------------- | --------------------------------------------- | ------------------- | -------------------- | ------------ |
| Nhà thờ parroquial Los Santos | Di tích Nhà thờ | Los Santos (Salamanca) | 40°32′49″B 5°47′49″T / 40,546817°B 5,796809°T | RI-51-0008273       | 01-07-1993           | Upload image |

#### Lumbrales
| Tên                  | Dạng        | Địa điểm  | Tọa độ                                        | Số hồ sơ tham khảo? | Ngày nhận danh hiệu?    | Hình ảnh     |
| -------------------- | ----------- | --------- | --------------------------------------------- | ------------------- | ----------------------- | ------------ |
| Castro Las Merchanas | Khu khảo cổ | Lumbrales | 40°58′09″B 6°39′16″T / 40,969117°B 6,654412°T | RI-55-0000030       | ngày 3 tháng 6 năm 1931 | Upload image |

### M

#### Macotera
| Tên                                       | Dạng            | Địa điểm              | Tọa độ                                        | Số hồ sơ tham khảo? | Ngày nhận danh hiệu? | Hình ảnh                                                                    |
| ----------------------------------------- | --------------- | --------------------- | --------------------------------------------- | ------------------- | -------------------- | --------------------------------------------------------------------------- |
| Nhà thờ Nuestra Señora Lâu đài (Macotera) | Di tích Nhà thờ | Macotera Plaza Mayor. | 40°49′51″B 5°17′08″T / 40,830944°B 5,285573°T | RI-51-0004677       | 24-07-1982           | Iglesia Parroquial de Nuestra Señora del Castillo (Macotera) · Upload image |

#### Miranda del Castañar
| Tên                                              | Dạng                 | Địa điểm                             | Tọa độ                                        | Số hồ sơ tham khảo? | Ngày nhận danh hiệu? | Hình ảnh                                                              |
| ------------------------------------------------ | -------------------- | ------------------------------------ | --------------------------------------------- | ------------------- | -------------------- | --------------------------------------------------------------------- |
| Lâu đài Medieval denominado "Quảng trường Armas" | Di tích Lâu đài      | Miranda del Castañar Calle Alhóndiga | 40°29′04″B 5°59′58″T / 40,484507°B 5,999547°T | RI-51-0005347       | 26-10-1987           | Castillo Medieval denominado "Plaza de Armas" · Upload image          |
| Quần thể Histórico Villa Miranda Castañar        | Khu phức hợp lịch sử | Miranda del Castañar                 | 40°29′06″B 6°00′02″T / 40,485098°B 6,000534°T | RI-53-0000154       | 08-03-1973           | Conjunto Histórico de la Villa de Miranda del Castañar · Upload image |

#### Mogarraz
| Tên      | Dạng                 | Địa điểm | Tọa độ                                       | Số hồ sơ tham khảo? | Ngày nhận danh hiệu? | Hình ảnh                         |
| -------- | -------------------- | -------- | -------------------------------------------- | ------------------- | -------------------- | -------------------------------- |
| Mogarraz | Khu phức hợp lịch sử | Mogarraz | 40°29′32″B 6°03′11″T / 40,49236°B 6,053088°T | RI-53-0000360       | 12-02-1998           | Villa de Mogarraz · Upload image |

#### Montemayor del Río
| Tên                                               | Dạng                 | Địa điểm           | Tọa độ                                        | Số hồ sơ tham khảo? | Ngày nhận danh hiệu? | Hình ảnh                                                                      |
| ------------------------------------------------- | -------------------- | ------------------ | --------------------------------------------- | ------------------- | -------------------- | ----------------------------------------------------------------------------- |
| Quần thể Histórico Artístico Villa Montemayor Río | Khu phức hợp lịch sử | Montemayor del Río | 40°20′54″B 5°53′38″T / 40,348278°B 5,893872°T | RI-53-0000265       | 03-09-1982           | Conjunto Histórico Artístico de la Villa de Montemayor del Río · Upload image |

### P

#### Palencia de Negrilla
| Tên                                  | Dạng            | Địa điểm                                 | Tọa độ                                        | Số hồ sơ tham khảo? | Ngày nhận danh hiệu? | Hình ảnh                                                  |
| ------------------------------------ | --------------- | ---------------------------------------- | --------------------------------------------- | ------------------- | -------------------- | --------------------------------------------------------- |
| Nhà thờ parroquial Palencia Negrilla | Di tích Nhà thờ | Palencia de Negrilla Calle de la Iglesia | 41°05′39″B 5°36′03″T / 41,094295°B 5,600738°T | RI-51-0003835       | 19-12-1969           | Iglesia Parroquial de Palencia de Negrilla · Upload image |

#### Pedrosillo de Alba
| Tên                                | Dạng            | Địa điểm                         | Tọa độ                                       | Số hồ sơ tham khảo? | Ngày nhận danh hiệu? | Hình ảnh     |
| ---------------------------------- | --------------- | -------------------------------- | -------------------------------------------- | ------------------- | -------------------- | ------------ |
| Nhà thờ parroquial Pedrosillo Alba | Di tích Nhà thờ | Pedrosillo de Alba Turra de Alba | 40°48′10″B 5°24′18″T / 40,802688°B 5,40507°T | RI-51-0008246       | 03-06-1993           | Upload image |

#### Peñacaballera
| Tên                        | Dạng             | Địa điểm      | Tọa độ                                        | Số hồ sơ tham khảo? | Ngày nhận danh hiệu? | Hình ảnh     |
| -------------------------- | ---------------- | ------------- | --------------------------------------------- | ------------------- | -------------------- | ------------ |
| Coto Nuestra Señora Carmen | Jardín histórico | Peñacaballera | 40°20′38″B 5°50′55″T / 40,343846°B 5,848537°T | RI-52-0000079       |                      | Upload image |

#### Peñaranda de Bracamonte
| Tên                                              | Dạng                 | Địa điểm                | Tọa độ                                        | Số hồ sơ tham khảo? | Ngày nhận danh hiệu? | Hình ảnh                                                                      |
| ------------------------------------------------ | -------------------- | ----------------------- | --------------------------------------------- | ------------------- | -------------------- | ----------------------------------------------------------------------------- |
| Tu viện Madres Carmelitas (Peñaranda Bracamonte) | Di tích Tu viện      | Peñaranda de Bracamonte | 40°53′56″B 5°12′02″T / 40,898998°B 5,200579°T | RI-51-0009046       | 30-01-1997           | Convento de las Carmelitas Descalzas (Peñaranda de Bracamonte) · Upload image |
| Quần thể Histórico Peñaranda Bracamonte          | Khu phức hợp lịch sử | Peñaranda de Bracamonte | 40°54′10″B 5°12′04″T / 40,90268°B 5,201182°T  | RI-53-0000166       | 02-11-1973           | Upload image                                                                  |

#### Peñarandilla
| Tên                             | Dạng            | Địa điểm                         | Tọa độ                                       | Số hồ sơ tham khảo? | Ngày nhận danh hiệu? | Hình ảnh     |
| ------------------------------- | --------------- | -------------------------------- | -------------------------------------------- | ------------------- | -------------------- | ------------ |
| Nhà thờ Asunción (Peñarandilla) | Di tích Nhà thờ | Peñarandilla Calle de la Iglesia | 40°52′57″B 5°23′42″T / 40,882513°B 5,39505°T | RI-51-0010475       | 21-03-2007           | Upload image |

### S

#### Saelices el Chico
| Tên                         | Dạng        | Địa điểm          | Tọa độ                                        | Số hồ sơ tham khảo? | Ngày nhận danh hiệu? | Hình ảnh     |
| --------------------------- | ----------- | ----------------- | --------------------------------------------- | ------------------- | -------------------- | ------------ |
| Villa romana Saelices Chico | Khu khảo cổ | Saelices el Chico | 40°40′15″B 6°37′55″T / 40,670833°B 6,631849°T | RI-55-0000553       | 18-09-1997           | Upload image |

#### Salamanca
| Tên | Dạng                                                                               | Địa điểm                                   | Tọa độ                                                                     | Số hồ sơ tham khảo? | Ngày nhận danh hiệu?    | Hình ảnh |
| --- | ---------------------------------------------------------------------------------- | ------------------------------------------ | -------------------------------------------------------------------------- | ------------------- | ----------------------- | --- |
| Nhà thờ Vera Cruz (Salamanca) (Declarado entorno protección por Decreto 101/99, 6 mayo (B.O.C. Y L 10-08-98) | Di tích Kiến trúc tôn giáo Nhà thờ Kiến trúc: Kiến trúc Phục Hưng, Churrigueresque | Salamanca C/ Campo de San Francisco        | 40°57′59″B 5°40′04″T / 40,966267°B 5,667674°T                              | RI-51-0004837       | 25-03-1983              | Iglesia de la Vera Cruz · Upload image |
| Bảo tàng Provincial Bellas Artes                                                                             | Di tích Bảo tàng                                                                   | Salamanca Patio de Escuelas (Salamanca)    | 40°57′41″B 5°40′04″T / 40,961498°B 5,667678°T                              | RI-51-0001397       | 01-03-1962              | Museo Provincial de Bellas Artes · Upload image |
| Nhà-Convento Santa Teresa                                                                                    | Di tích Tu viện                                                                    | Salamanca Calle Crespo Rascón, 19          | 40°58′04″B 5°39′56″T / 40,967722°B 5,665417°T                              | RI-51-0004464       | 23-01-1981              | Casa de Santa Teresa · Upload image |
| Tháp Aire | Di tích Tháp                                                                       | Salamanca Calle del Aire                   | 40°58′00″B 5°39′38″T / 40,966532°B 5,660558°T                              | RI-51-0004381       | 05-10-1979              | Torre del Aire o Palacio Fermoselle Residencia de la Comunidad de Hijas de María Inmaculada · Upload image                                                 |
| Nhà doña María Brava                                                                                         | Di tích                                                                            | Salamanca Plaza de los Bandos (Salamanca)  | 40°58′01″B 5°39′53″T / 40,966889°B 5,664761°T                              | RI-51-0004877       | 11-05-1983              | Casa de Doña María la Brava Declarado el entorno de protección por Decreto 83/99, de 22 de abril (B.O.C. Y L. De 28-04-99) · Upload image                  |
| Tu viện Santa Clara (Salamanca)                                                                              | Di tích Tu viện                                                                    | Salamanca Calle Santa Clara, 2             | 40°57′43″B 5°39′37″T / 40,961889°B 5,660278°T                              | RI-51-0004220       | 05-03-1976              | Convento de Santa Clara · Upload image |
| Colegio Calatrava (Salamanca)                                                                                | Di tích Trường học                                                                 | Salamanca Calle del Rosario, 28            | 40°57′36″B 5°39′40″T / 40,960116°B 5,661138°T                              | RI-51-0004904       | 22-06-1983              | Colegio de Calatrava · Upload image |
| Nhà Muertes                                                                                                  | Di tích Nhà                                                                        | Salamanca Calle Bordadores                 | 40°57′57″B 5°40′00″T / 40,965868°B 5,666532°T                              | RI-51-0004981       | 16-11-1983              | Fachada del edificio denominado Casa de las Muertes · Upload image                                                                                         |
| Nhà thờ San Julián và Santa Basilisa (Salamanca)                                                             | Di tích Nhà thờ                                                                    | Salamanca Plaza de San Julián              | 40°57′54″B 5°39′44″T / 40,964868°B 5,662101°T                              | RI-51-0004910       | 29-06-1983              | Iglesia de San Julián (Salamanca) · Upload image |
| Quảng trường Mayor, Salamanca                                                                                | Di tích Cung điện                                                                  | Salamanca Plaza Mayor                      | 40°57′54″B 5°39′51″T / 40,965034°B 5,664086°T                              | RI-51-0003927       | 21-12-1973              | Plaza Mayor (Salamanca) · Upload image |
| Nhà thờ San Juan Barbalos (Salamanca)                                                                        | Di tích Nhà thờ                                                                    | Salamanca Plaza de San Juan Bautista, 2    | 40°58′04″B 5°39′59″T / 40,967829°B 5,666296°T                              | RI-51-0004914       | 13-07-1983              | Iglesia de San Juan de Barbalos Iglesia de San Juan Bautista · Upload image                                                                                |
| Nhà thờ San Cristóbal (Salamanca)                                                                            | Di tích Nhà thờ                                                                    | Salamanca Plaza de San Cristóbal, 8        | 40°57′50″B 5°39′33″T / 40,96396°B 5,659178°T                               | RI-51-0004920       | 28-07-1983              | Iglesia de San Cristóbal (Salamanca) · Upload image |
| Nhà thờ Santo Tomás Cantuariense (Salamanca)                                                                 | Di tích Nhà thờ                                                                    | Salamanca Calle del Rosario                | 40°57′37″B 5°39′37″T / 40,96016°B 5,660165°T                               | RI-51-0004923       | 28-07-1983              | Iglesia de Santo Tomás Cantuariense (Salamanca) · Upload image                                                                                             |
| Old Cathedral, Salamanca                                                                                     | Di tích Nhà thờ                                                                    | Salamanca Plaza de Juan XXIII              | 40°57′38″B 5°40′00″T / 40,960497°B 5,666763°T                              | RI-51-0000053       | 17-06-1887              | Catedral Vieja de Santa María Delimitación entorno de protección 22-04-99 (BOE 28-4-99) · Upload image                                                     |
| New Cathedral, Salamanca                                                                                     | Di tích Nhà thờ                                                                    | Salamanca                                  | 40°57′39″B 5°39′59″T / 40,960804°B 5,666495°T                              | RI-51-0000054       | 17-06-1887              | Catedral Nueva de la Asunción de la Virgen Declarado entorno de protección 22-04-99 (BOE 24-5-99) · Upload image                                           |
| Church of Sancti Spiritus                                                                                    | Di tích Nhà thờ                                                                    | Salamanca Cuesta de Sancti Spiritus, 34    | 40°57′55″B 5°39′33″T / 40,965354°B 5,659242°T                              | RI-51-0000055       | 10-06-1888              | Iglesia de Sancti Spiritus · Upload image |
| Tu viện San Esteban, Salamanca                                                                               | Di tích Tu viện                                                                    | Salamanca Plaza del Concilio de Trento     | 40°57′38″B 5°39′47″T / 40,960556°B 5,663056°T                              | RI-51-0000062       | 03-08-1890              | Convento e Iglesia de San Esteban (Salamanca) · Upload image                                                                                               |
| Nhà Abarca                                                                                                   | Di tích Cung điện                                                                  | Salamanca Plaza de Fray Luis de León       | 40°57′42″B 5°40′07″T / 40,96171°B 5,668514°T                               | RI-51-0000189       | 02-02-1921              | Casa de los Abarca · Upload image |
| Tu viện Dueñas                                                                                               | Di tích Tu viện                                                                    | Salamanca Plaza del Concilio de Trento     | 40°57′40″B 5°39′48″T / 40,961141°B 5,66326°T                               | RI-51-0000194       | 28-05-1921              | Convento de las Dueñas · Upload image |
| Nhà Conchas                                                                                                  | Di tích Nhà                                                                        | Salamanca Calle de la Compañía (Salamanca) | 40°57′46″B 5°39′58″T / 40,962846°B 5,665985°T                              | RI-51-0000331       | 06-05-1929              | Casa de las Conchas (Salamanca) · Upload image |
| Cung điện Monterrey (Salamanca)                                                                              | Di tích Cung điện                                                                  | Salamanca Plaza de Monterrey               | 40°57′55″B 5°40′00″T / 40,965159°B 5,666634°T                              | RI-51-0000332       | 06-05-1929              | Palacio de Monterrey · Upload image |
| Puente romano Salamanca                                                                                      | Di tích Cầu Roma                                                                   | Salamanca                                  | 40°57′28″B 5°40′13″T / 40,957709°B 5,67017°T                               | RI-51-0000837       | ngày 3 tháng 6 năm 1931 | Puente sobre el Río Tormes · Upload image |
| Cung điện Salina (Salamanca)                                                                                 | Di tích Cung điện                                                                  | Salamanca Calle San Pablo                  | 40°57′47″B 5°39′51″T / 40,963126°B 5,664263°TCung điện Salina (Salamanca)) | RI-51-0000838       | ngày 3 tháng 6 năm 1931 | Upload image |
| Tháp Clavero                                                                                                 | Di tích Tháp                                                                       | Salamanca Calle del Consuelo               | 40°57′46″B 5°39′48″T / 40,962793°B 5,663297°T                              | RI-51-0000839       | ngày 3 tháng 6 năm 1931 | Torre del Clavero · Upload image |
| Escuelas Mayores                                                                                             | Di tích Universidad                                                                | Salamanca Calle Libreros (Salamanca)       | 40°57′41″B 5°40′02″T / 40,961453°B 5,667273°T                              | RI-51-0000840       | ngày 3 tháng 6 năm 1931 | Edificio de la Universidad de Salamanca · Upload image |
| Escuelas Menores (Salamanca)                                                                                 | Di tích Universidad                                                                | Salamanca Patio de Escuelas (Salamanca)    | 40°57′41″B 5°40′06″T / 40,961461°B 5,668195°T                              | RI-51-0000841       | ngày 3 tháng 6 năm 1931 | Instituto (Las Escuelas Menores) · Upload image |
| Colegio Mayor Santiago Zebedeo                                                                               | Di tích Universidad                                                                | Salamanca Calle de Fonseca                 | 40°57′57″B 5°40′11″T / 40,965755°B 5,669837°T                              | RI-51-0000842       | ngày 3 tháng 6 năm 1931 | Colegio de los Irlandeses o del Arzobispo Declarado entorno de protección por Decreto 260/1999. (B.O.E. 29-11-99 y B.O.C. Y L. De 16-10-99) · Upload image |
| Nhà thờ San Marcos (Salamanca)                                                                               | Di tích Nhà thờ                                                                    | Salamanca Calle de los Apóstoles           | 40°58′11″B 5°39′50″T / 40,969631°B 5,66382°T                               | RI-51-0000845       | ngày 3 tháng 6 năm 1931 | Iglesia de San Marcos (Salamanca) · Upload image |
| General Archive of the Spanish Civil War                                                                     | Archivo                                                                            | Salamanca Calle de Gibraltar               | 40°57′35″B 5°40′02″T / 40,959694°B 5,66725°T                               | RI-AR-0000008       | 10-11-1997              | Archivo Histórico Nacional de Salamanca (Sección Guerra Civil) · Upload image                                                                              |
| Lưu trữ lịch sử Provincial Salamanca                                                                         | Lưu trữ                                                                            | Salamanca Calle Las Mazas                  | 40°57′39″B 5°40′07″T / 40,960869°B 5,668555°T                              | RI-AR-0000044       | 10-11-1997              | Archivo Histórico Provincial de Salamanca · Upload image                                                                                                   |
| Nhà thờ San Martín Tours (Salamanca)                                                                         | Di tích Nhà thờ                                                                    | Salamanca Plaza del Corrillo               | 40°57′51″B 5°39′52″T / 40,964262°B 5,664501°T                              | RI-51-0000846       | ngày 3 tháng 6 năm 1931 | Iglesia de San Martín (Salamanca) · Upload image |
| Tu viện Santa María Vega                                                                                     | Di tích Tu viện                                                                    | Salamanca                                  | 40°57′30″B 5°39′49″T / 40,958203°B 5,663617°T                              | RI-51-0000847       | ngày 3 tháng 6 năm 1931 | Upload image |
| Barrio Viejo hay Barrio Catedralicio Salamanca                                                               | Khu phức hợp lịch sử                                                               | Salamanca                                  | 40°57′55″B 5°39′52″T / 40,96525°B 5,6645°T                                 | RI-53-0000020       | 06-04-1951              | Barrio Viejo o Barrio Catedralicio de Salamanca · Upload image                                                                                             |
| Nhà thờ Santiago Arrabal (Salamanca)                                                                         | Di tích Nhà thờ                                                                    | Salamanca Calle Torrente                   | 40°57′32″B 5°40′06″T / 40,958832°B 5,668382°T                              | RI-51-0000848       | ngày 3 tháng 6 năm 1931 | Iglesia de Santiago junto al Tormes · Upload image |
| Vía Plata | Khu khảo cổ                                                                        | Salamanca                                  | 41°05′17″B 5°42′13″T / 41,088085°B 5,703584°T                              | RI-55-0000036       | ngày 3 tháng 6 năm 1931 | Calzada de la Plata · Upload image |
| Tu viện Anunciación (Salamanca)                                                                              | Di tích Tu viện                                                                    | Salamanca Calle de las Úrsulas             | 40°57′58″B 5°40′02″T / 40,966046°B 5,667219°T                              | RI-51-0000849       | ngày 3 tháng 6 năm 1931 | Convento de Santa Ursula Delimitación del entorno de protección 3-6-99 (BOE:02-07-99) · Upload image                                                       |
| Tu viện Agustinas và Nhà thờ Purísima (Salamanca)                                                            | Di tích Nhà thờ                                                                    | Salamanca Plaza de las Agustinas           | 40°57′54″B 5°40′02″T / 40,965017°B 5,667262°T                              | RI-51-0001086       | 15-04-1935              | Iglesia de la Purísima Concepción (Vulgo de las Agustinas) · Upload image                                                                                  |
| Fachadas Cung điện Garci-Grande                                                                              | Di tích Cung điện                                                                  | Salamanca Plaza de los Bandos (Salamanca)  | 40°58′02″B 5°39′51″T / 40,967334°B 5,664204°T                              | RI-51-0001291       | 20-07-1961              | Fachadas del Palacio de Garci-Grande · Upload image |
| Clerecía (Salamanca)                                                                                         | Di tích Trường học                                                                 | Salamanca Calle de la Compañía (Salamanca) | 40°57′46″B 5°39′58″T / 40,962737°B 5,666216°T                              | RI-51-0007307       | 18-11-1993              | Colegio Real de la Compañía de Jesús REAL CLERECÍA DE SAN MARCOS · Upload image                                                                            |
| Tu viện Capuchinos                                                                                           | Di tích Tu viện                                                                    | Salamanca Calle de Ramón y Cajal, 5        | 40°57′55″B 5°40′04″T / 40,965258°B 5,667851°T                              | RI-51-0008319       | 28-10-1993              | Convento de los Capuchinos · Upload image |
| Fachadas Cung điện Figueroa (Edificio Casino)                                                                | Di tích Cung điện                                                                  | Salamanca Calle Zamora, 11                 | 40°57′57″B 5°39′51″T / 40,965737°B 5,664052°T                              | RI-51-0008687       | 03-02-1994              | Fachadas del Palacio de Figueroa (Edificio del Casino) · Upload image                                                                                      |
| Tàn tích convento San Antonio Real (Salamanca)                                                               | Di tích Tu viện                                                                    | Salamanca Plaza del Liceo                  | 40°57′58″B 5°39′46″T / 40,96618°B 5,662659°T                               | RI-51-0009012       | 26-03-1997              | Restos del Convento de San Antonio El Real · Upload image                                                                                                  |
| Cung điện Orellana                                                                                           | Di tích Cung điện                                                                  | Salamanca Calle de San Pablo               | 40°57′44″B 5°39′52″T / 40,962166°B 5,664376°T                              | RI-51-0010194       | 16-03-2000              | Palacio de Orellana · Upload image |

#### Saldeana
| Tên             | Dạng        | Địa điểm | Tọa độ                                        | Số hồ sơ tham khảo? | Ngày nhận danh hiệu?    | Hình ảnh     |
| --------------- | ----------- | -------- | --------------------------------------------- | ------------------- | ----------------------- | ------------ |
| Castro Castillo | Khu khảo cổ | Saldeana | 41°01′04″B 6°38′59″T / 41,017778°B 6,649722°T | RI-55-0000032       | ngày 3 tháng 6 năm 1931 | Upload image |

#### Salmoral
| Tên                                        | Dạng            | Địa điểm             | Tọa độ                                        | Số hồ sơ tham khảo? | Ngày nhận danh hiệu? | Hình ảnh     |
| ------------------------------------------ | --------------- | -------------------- | --------------------------------------------- | ------------------- | -------------------- | ------------ |
| Nhà thờ Nuestra Señora Asunción (Salmoral) | Di tích Nhà thờ | Salmoral Plaza Mayor | 40°48′05″B 5°13′11″T / 40,801474°B 5,219613°T | RI-51-0008210       | 12-05-1993           | Upload image |

#### San Felices de los Gallegos
| Tên                                           | Dạng                 | Địa điểm                    | Tọa độ                                        | Số hồ sơ tham khảo? | Ngày nhận danh hiệu? | Hình ảnh     |
| --------------------------------------------- | -------------------- | --------------------------- | --------------------------------------------- | ------------------- | -------------------- | ------------ |
| Quần thể Histórico Villa San Felices Gallegos | Khu phức hợp lịch sử | San Felices de los Gallegos | 40°51′00″B 6°42′31″T / 40,849966°B 6,708702°T | RI-53-0000068       | 23-12-1965           | Upload image |

#### San Martín del Castañar
| Tên                                                    | Dạng                 | Địa điểm                                    | Tọa độ                                        | Số hồ sơ tham khảo? | Ngày nhận danh hiệu? | Hình ảnh                                                                        |
| ------------------------------------------------------ | -------------------- | ------------------------------------------- | --------------------------------------------- | ------------------- | -------------------- | ------------------------------------------------------------------------------- |
| Nhà thờ Parroquial (San Martín Castañar)               | Di tích Nhà thờ      | San Martín del Castañar Plaza de la Iglesia | 40°31′17″B 6°03′50″T / 40,521356°B 6,063751°T | RI-51-0004512       | 24-07-1981           | Iglesia Parroquial (San Martín del Castañar) · Upload image                     |
| Quần thể Histórico Artístico Villa San Martín Castañar | Khu phức hợp lịch sử | San Martín del Castañar                     | 40°31′19″B 6°03′53″T / 40,521923°B 6,064736°T | RI-53-0000270       | 12-11-1982           | Conjunto Histórico Artístico la Villa de San Martín del Castañar · Upload image |

#### San Pelayo de Guareña
| Tên                                                | Dạng            | Địa điểm              | Tọa độ                                        | Số hồ sơ tham khảo? | Ngày nhận danh hiệu? | Hình ảnh     |
| -------------------------------------------------- | --------------- | --------------------- | --------------------------------------------- | ------------------- | -------------------- | ------------ |
| Nhà thờ Parroquial San Pelayo (San Pelayo Guareña) | Di tích Nhà thờ | San Pelayo de Guareña | 41°07′06″B 5°51′23″T / 41,118244°B 5,856449°T | RI-51-0004913       | 13-07-1983           | Upload image |

#### Santiago de la Puebla
| Tên                                | Dạng            | Địa điểm                               | Tọa độ                                        | Số hồ sơ tham khảo? | Ngày nhận danh hiệu?    | Hình ảnh     |
| ---------------------------------- | --------------- | -------------------------------------- | --------------------------------------------- | ------------------- | ----------------------- | ------------ |
| Nhà thờ Santiago (Santiago Puebla) | Di tích Nhà thờ | Santiago de la Puebla Calle del Puente | 40°48′09″B 5°16′44″T / 40,802554°B 5,278911°T | RI-51-0000843       | ngày 3 tháng 6 năm 1931 | Upload image |

#### Sequeros
| Tên                               | Dạng                 | Địa điểm                               | Tọa độ                                        | Số hồ sơ tham khảo? | Ngày nhận danh hiệu? | Hình ảnh     |
| --------------------------------- | -------------------- | -------------------------------------- | --------------------------------------------- | ------------------- | -------------------- | ------------ |
| Nhà hoangl Humilladero (Sequeros) | Di tích Nơi hẻo lánh | Sequeros Paseo de la Virgen de Robledo | 40°30′43″B 6°01′39″T / 40,511862°B 6,027434°T | RI-51-0007219       | 16-09-1993           | Upload image |
| Nhà thờ Virgen Robledo            | Di tích Nhà thờ      | Sequeros                               | 40°30′34″B 6°01′36″T / 40,509484°B 6,026565°T | RI-51-0007243       | 25-08-1993           | Upload image |
| Villa Sequeros                    | Khu phức hợp lịch sử | Sequeros                               | 40°30′44″B 6°01′29″T / 40,512266°B 6,02478°T  | RI-53-0000551       | 01-07-2004           | Upload image |

### T

#### Topas
| Tên                                               | Dạng                                                           | Địa điểm                   | Tọa độ                                        | Số hồ sơ tham khảo? | Ngày nhận danh hiệu?    | Hình ảnh                                        |
| ------------------------------------------------- | -------------------------------------------------------------- | -------------------------- | --------------------------------------------- | ------------------- | ----------------------- | ----------------------------------------------- |
| Lâu đài Buen Amor (Salamanca) (Lâu đài Buen Amor) | Di tích Kiến trúc phòng thủ Thời gian: Thế kỷ 11 đến Thế kỷ 15 | Topas Villanueva de Cañedo | 41°09′25″B 5°40′13″T / 41,156912°B 5,670322°T | RI-51-0000850       | ngày 3 tháng 6 năm 1931 | Castillo de Villanueva de Cañedo · Upload image |

#### Torresmenudas
| Tên                              | Dạng            | Địa điểm                 | Tọa độ                                        | Số hồ sơ tham khảo? | Ngày nhận danh hiệu? | Hình ảnh                                          |
| -------------------------------- | --------------- | ------------------------ | --------------------------------------------- | ------------------- | -------------------- | ------------------------------------------------- |
| Nhà thờ Parroquial (Thápmenudas) | Di tích Nhà thờ | Torresmenudas Calle Real | 41°06′12″B 5°47′07″T / 41,103237°B 5,785317°T | RI-51-0008211       | 06-05-1993           | Iglesia Parroquial (Torresmenudas) · Upload image |

### V

#### Valdefuentes de Sangusín
| Tên                                        | Dạng                                              | Địa điểm                                     | Tọa độ                                        | Số hồ sơ tham khảo? | Ngày nhận danh hiệu? | Hình ảnh                                                           |
| ------------------------------------------ | ------------------------------------------------- | -------------------------------------------- | --------------------------------------------- | ------------------- | -------------------- | ------------------------------------------------------------------ |
| Nhà thờ Parroquial Nuestra Señora Asunción | Di tích Kiến trúc tôn giáo Kiểu: Kiến trúc Gothic | Valdefuentes de Sangusín Calle de la Iglesia | 40°27′57″B 5°50′02″T / 40,465789°B 5,833913°T | RI-51-0007414       | 18-03-1993           | Iglesia Parroquial de Nuestra Señora de la Asunción · Upload image |

#### Villar de Argañán
| Tên         | Dạng        | Địa điểm          | Tọa độ                                        | Số hồ sơ tham khảo? | Ngày nhận danh hiệu? | Hình ảnh                                                |
| ----------- | ----------- | ----------------- | --------------------------------------------- | ------------------- | -------------------- | ------------------------------------------------------- |
| Siega Verde | Khu khảo cổ | Villar de Argañán | 40°41′50″B 6°39′43″T / 40,697153°B 6,661903°T | RI-55-0000579       | 25-09-1998           | Estación de Arte Rupestre de Siega Verde · Upload image |

#### Villaverde de Guareña
| Tên                                                                  | Dạng            | Địa điểm                             | Tọa độ                                      | Số hồ sơ tham khảo? | Ngày nhận danh hiệu?     | Hình ảnh     |
| -------------------------------------------------------------------- | --------------- | ------------------------------------ | ------------------------------------------- | ------------------- | ------------------------ | ------------ |
| Nhà thờ Parroquial San Cornelio và San Cipriano (Villaverde Guareña) | Di tích Nhà thờ | Villaverde de Guareña Calle Amargura | 41°03′55″B 5°31′33″T / 41,06533°B 5,52577°T | RI-51-0008283       | ngày 29 tháng 7 năm 1993 | Upload image |

#### Villoria (Salamanca)
| Tên                           | Dạng            | Địa điểm                                      | Tọa độ                                        | Số hồ sơ tham khảo? | Ngày nhận danh hiệu? | Hình ảnh     |
| ----------------------------- | --------------- | --------------------------------------------- | --------------------------------------------- | ------------------- | -------------------- | ------------ |
| Nhà thờ Parroquial (Villoria) | Di tích Nhà thờ | Villoria (Salamanca) Plaza de la Constitución | 40°59′43″B 5°22′29″T / 40,99535°B 5,374677°T  | RI-51-0008274       | 07-07-1993           | Upload image |
| Khu vực Khảo cổ "la Vega"     | Khu khảo cổ     | Villoria (Salamanca) và Villoruela            | 41°00′02″B 5°22′57″T / 41,000468°B 5,382618°T | RI-55-0000321       | 23-12-1992           | Upload image |

### Y

#### Yecla de Yeltes
| Tên                                      | Dạng        | Địa điểm                       | Tọa độ                                        | Số hồ sơ tham khảo? | Ngày nhận danh hiệu?    | Hình ảnh                                |
| ---------------------------------------- | ----------- | ------------------------------ | --------------------------------------------- | ------------------- | ----------------------- | --------------------------------------- |
| Castro Yecla Vieja (Lâu đài Yecla Vieja) | Khu khảo cổ | Yecla de Yeltes Yecla la Vieja | 40°56′50″B 6°29′16″T / 40,947102°B 6,487684°T | RI-55-0000029       | ngày 3 tháng 6 năm 1931 | Castro de Yecla la Vieja · Upload image |

### Z

#### Zamarra
| Tên                    | Dạng        | Địa điểm          | Tọa độ                                        | Số hồ sơ tham khảo? | Ngày nhận danh hiệu?    | Hình ảnh     |
| ---------------------- | ----------- | ----------------- | --------------------------------------------- | ------------------- | ----------------------- | ------------ |
| Ruinas Romanas Lerilla | Khu khảo cổ | Zamarra Villarejo | 40°30′16″B 6°28′22″T / 40,504353°B 6,472796°T | RI-55-0000034       | ngày 3 tháng 6 năm 1931 | Upload image |